# Cantiñas
Le cantiñas sono un gruppo di palos del flamenco caratteristici della città di Cádiz y los Puertos e Jerez de la Frontera. Per questo è sinonimo di "cantes de Cádiz". Questi palos sono le alegrías, le mirabrás, le romeras e i caracoles. 
La metrica di tutte queste è quella del compás della soleá, ma per il suo carattere festoso, il tempo è più veloce. Le sue melodie non sono modali bensì tonali, supponendosi che conservino frasi e motivi delle canzonette (tonadas) popolari nell'area gaditana (di Cadice) durante gli anni della Guerra d'indipendenza spagnola, tra esse la "jota de Cádiz".